# 小行星5043
小行星5043（英語：5043 Zadornov）是一颗围绕太阳公转的小行星。1974年9月19日，柳德米拉·切爾尼赫在克里米亚发现了此天体。
这颗小行星的绝对星等为292.27724等。